# Chiméra z Arezza
Chiméra z Arezza je bronzová starověká socha, která je považována za nejlepší příklad etruského umění (zvláště pak od té doby, co odborníci začali zpochybňovat starověký původ slavné Kapitolské vlčice). Byla vytvořena kolem roku 400 př. n. l. Britský historik umění David Ekserdjian ji označil za „jednu z nejpoutavějších zvířecích soch v historii“, byť zobrazeno není ve skutečnosti zvíře, ale mytická bytost chiméra. Socha je vysoká 78,5 cm a 129 cm dlouhá. Ještě ve starověku byla zakopána. Byla nalezena 15. listopadu 1553 stavebními dělníky spolu s malou sbírkou dalších bronzových soch v Arezzu, prastarém etruském sídle v Toskánsku (dnešní Itálie), kterému Římané říkali Arretium. Nebyla nalezena vcelku, byla tedy dlouho považována za sochu lva, motiv chiméry v ní rozpoznal až první historik umění Giorgio Vasari. Předpokládá se, že byla původně součástí většího sousoší, jež patrně znázorňovalo boj mezi chimérou a řeckým hrdinou Bellerofontem, který v mýtu chiméru přemohl, s pomocí svého okřídleného koně Pegase. Odborníci tak usuzují podle kulatého otvoru na levé zadní noze chiméry, kde byl nejspíše původně zabodnutý oštěp. Socha byla pravděpodobně vytvořena jako votivní dar etruskému bohu Tiniovi, k čemuž poukazuje etruský nápis na pravé přední noze. Ocas v podobě hada není původní, byl doplněn až roku 1785 sochařem Francescem Carradorim a někteří badatelé jeho podobu kritizují, protože novodobý sochař hada zobrazil při útoku na kozí hlavu, čímž chiméra útočí vlastně sama na sebe – původně byl ocas asi v jiné poloze. Po nálezu ve středověku byla socha ve vlastnictví Cosima I. Medicejského, od roku 1870 je vystavena v Národním archeologickém muzeu ve Florencii, kde patří k nejvzácnějším exponátům.